# Nguyễn Văn Được
Nguyễn Văn Được (sinh ngày 10 tháng 12 năm 1946) là Thượng tướng Quân đội nhân dân Việt Nam và chính trị gia người Việt Nam. Chủ tịch Hội Cựu chiến binh Việt Nam, đại biểu quốc hội Việt Nam khóa XIV nhiệm kì 2016-2021, thuộc đoàn đại biểu thành phố Hà Nội đại diện cho thị xã Sơn Tây và các huyện Ba Vì, Phúc Thọ và Thạch Thất. Ông từng được phong tặng danh hiệu Anh hùng Lực lượng vũ trang nhân dân. Nguyên Ủy viên Trung ương Đảng khóa VIII, IX, X. Nguyên Thứ trưởng Bộ Quốc phòng (1998 – 2011), Tư lệnh Quân khu 5.

## Tiểu sử
Ông Nguyễn Văn Được sinh ngày 10 tháng 12 năm 1946 tại xã Hành Tín, huyện Nghĩa Hành, tỉnh Quảng Ngãi.
Được sinh ra trong gia đình nghèo đầy bất hạnh cuối thời thực dân Pháp (Quốc Gia Việt Nam cai quản): mồ côi cha và mẹ, năm 8 tuổi thì chị ông cũng qua đời ngay trước khi hòa bình lập lại ở Đông Dương. Được trải qua tuổi thơ khổ hạnh khi phải đi ở đợ cho nhà giàu và bị đối xử bất công vì là kẻ mồ côi, không nơi nương tựa.
Năm 15 tuổi, trong lúc Được ở thuê cùng một gia đình là người thân của cán bộ Việt Minh tập kết. Do hậu quả của đạo luật 10/59 thời tổng thống Diệm, nên Được liên lụy và bị đánh đập. Bất mãn trước cảnh áp bức, cùng với sự tìm hiểu mơ hồ về gia đình Việt Minh đó, Được bỏ trốn lên núi gia nhập lực lượng bộ đội địa phương của Quân Giải phóng miền Nam.
Từ đơn vị địa phương, Được chiến đấu và công tác ở các đơn vị cấp cao hơn của tỉnh, lên QK5, rồi có cơ hội đi miền bắc học bổ túc và xin quay lại chiến trường miền trung - Quân Khu 5. Từ năm 1968 đến khi toàn lãnh thổ Việt Nam im tiếng súng, ông đã trải qua rất nhiều trận đánh và đi lên từ sĩ quan đại đội đến cấp bậc trung tướng, ở nhiều chiến trường: QK5, Lào (Chiến tranh Việt Nam), mặt trận 479, biên giới phía Bắc. Đặc biệt năm 1976, ông được trao tặng danh hiệu Anh hùng LLVTND, một danh hiệu cao quý thời đó.
Nguyễn Văn Được trở thành Thượng tướng Quân đội nhân dân Việt Nam (2004), Ủy viên Ban Chấp hành Trung ương Đảng Cộng sản Việt Nam khóa VIII, IX, X, nguyên Ủy viên Ủy ban Quốc phòng và An ninh Quốc hội, nguyên Tư lệnh Quân khu 5, Thứ trưởng Bộ Quốc phòng Việt Nam từ năm 1998 đến năm 2011.
Ông từng là Đại biểu Quốc hội Việt Nam khóa 9.
Ngày 22 tháng 5 năm 2016, ông ứng cử và trúng cử Đại biểu Quốc hội Việt Nam khóa 14 ở đơn vị bầu cử số 8, thành phố Hà Nội (gồm Ba Vì, Phúc Thọ, Thạch Thất, Sơn Tây) thành phố Hà Nội với tỉ lệ 62,93% số phiếu hợp lệ.
Ngày 4 tháng 6 năm 2021, Thủ tướng Chính phủ Phạm Minh Chính ký Quyết định số 855/QĐ-TTg, bổ nhiệm ông làm Ủy viên Hội đồng Thi đua - Khen thưởng Trung ương.
Ngoài đời, ông còn xuất bản một cuốn hồi ký, cuốn "Còn trong ký ức".

## Khen thưởng
- Danh hiệu Anh hùng Lực lượng Vũ trang nhân dân (1976).[3].